# Herodes I el Grande
Herodes (en hebreo הוֹרְדוֹס, Hordos; en griego koiné Ἡρῴδης, Hērōdēs), también conocido como Herodes el Grande  (en griego antiguo Μέɣας Ήρῴδης; en griego moderno Ηρώδης ο Μέγας; en latín Herodes Magnus) o Herodes I (probablemente en la región de Edom, 73/74 a. C.-Jericó, 4 a. C.), fue rey de Judea, Galilea, Samaria e Idumea entre los años 37 a. C. y 4 a. C. en calidad de vasallo de Roma.
Fue conocido por sus proyectos constructivos colosales, entre los que están la expansión del Segundo Templo de Jerusalén (el Templo de Herodes), la construcción del puerto de Cesarea Marítima y las fortalezas de Masada y Herodión. Hay detalles de su biografía en la obra del historiador romano-judío del siglo I Flavio Josefo. Herodes también aparece en el Nuevo Testamento cristiano como el gobernante de Judea que ordenó la matanza de los Inocentes(niños menores de 2 años) en la época del nacimiento de Jesús. Creó una nueva aristocracia prácticamente de la nada. La historia de su legado ha suscitado opiniones diversas, de académicos que consideran su reinado un éxito y de los que lo consideran un gobernante tiránico.
En el año 3 a. C. el emperador Augusto dividió la región de Siria Romana entre los sucesores de Herodes I. Herodes Arquelao fue nombrado etnarca de Judea y Samaria; Herodes Antipas fue nombrado tetrarca de Galilea y Perea; Herodes Filipo fue nombrado tetrarca de Batanea, Gaulanítide, Traconítide y Auranítide. Y Salomé, hermana de Herodes el Grande, recibió en el testamento de su hermano la toparquía de tres ciudades: Yavne (al norte de Gaza), Asdod (en Gaza) y Fasayil (al este de Judea), lo que fue refrendado por Augusto. (El Evangelio de Lucas añade, en Lucas 3:1, a un tal Lysanias, que supuestamente habría sido nombrado tetrarca de Abilinia).

## Biografía

Ícono de Herodes en Promptuarii Iconum Insigniorum.

Se suele aceptar que Herodes nació alrededor del año 74 a. C. en la región de Idumea, al sur de la región de Judea. No obstante, algunos autores indican que nació en torno al 72 o al 71 a. C. Era el segundo hijo de Antípatro de Idumea, un oficial de alto rango del reinado de Hircano II, y de Cipros, una noble nabatea. El padre de Herodes era de un linaje edomita que se había convertido al judaísmo. Herodes fue criado como un judío.
Como Antípatro era un súbdito leal de Hircano, su hijo Herodes fue nombrado gobernador de Galilea en el año 47 a. C. En ese momento Herodes tenía entre 25 y 28 años. Su hermano mayor, Fasael, fue nombrado gobernador de Jerusalén. Herodes contaba con el respaldo de Roma, pero su brutalidad recibió la condena del Sanedrín.
En el año 41 a. C., Herodes y su hermano Fasael fueron nombrados tetrarcas por el romano Marco Antonio. Ambos sustituyeron en el gobierno a Hircano II. Posteriormente, Antígono Matatías, sobrino de Hircano II, tomó el trono de su tío con la ayuda del Imperio parto. Herodes se marchó a Roma y pidió a los romanos que restaurasen a Hircano en el poder. Los romanos tenían un interés especial en Judea porque su general Pompeyo el Grande conquistó Jerusalén en el año 63 a. C., llevando a la región al área de influencia romana.
En Roma, el Senado, de forma no prevista por Herodes, le nombró "rey de los judíos". Josefo sitúa este acontecimiento en el año del consulado de Gneo Domicio Calvino y de Gayo Asinio Polión (40 a. C.), pero Apiano lo sitúa en el año 39 a. C. Herodes regresó a Judea para tomar el trono de Antígono. Cerca del final de la campaña contra Antígono, Herodes se casó con la nieta de Hircano II, Mariamna, que también era sobrina de Antígono. Herodes intentó con ello asegurar su proclamación como monarca y ganarse el favor de los judíos. No obstante, Herodes ya tenía una esposa, Doris, y un joven hijo, llamado Antípatro, y escogió desterrar a Doris y a su hijo.
Tras tres años de conflicto, Herodes y los romanos finalmente tomaron Jerusalén y Herodes entregó a Antígono a Marco Antonio para su ejecución. Herodes toma entonces el papel de único regente de Judea con el título de basileo (Βασιλεύς, "rey" en griego), fundando la dinastía herodiana y acabando con la dinastía asmonea. Josefo sitúa este hecho durante el consulado de Marco Vipsanio Agripa y de Lucio Caninio Galo, en el año 37 a. C., pero también dice que ocurrió exactamente 27 años después de la toma de Jerusalén por parte de Pompeyo, lo que indica que pudo haber sido en 36 a. C. Dion Casio informó que en el año 37 a. C. "los romanos no lograron nada digno de mención" en la zona. De acuerdo con Josefo, Herodes gobernó durante 37 años, 34 de los cuales fueron tras la toma de Jerusalén.
Como la familia de Herodes se había convertido al judaísmo, su faceta religiosa era cuestionada por algunos miembros de la sociedad judía. Cuando Juan Hircano I conquistó la región de Idumea (la tierra de Edom bíblica) en torno al 140-130 a. C., solicitó la obediencia de los idumeos a la ley judía so pena de destierro; por lo que muchos idumeos se convirtieron al judaísmo y, por ende, se circuncidaron. y muchos se casaron con judíos y adoptaron sus costumbres. Aunque la propaganda de Herodes le describía como judío y estaba considerado como tal por muchos, su identificación religiosa estaba puesta en duda por el decadente estilo de vida de los herodianos, lo que les hizo ganarse la antipatía de quienes más atendían al judaísmo.
Posteriormente, ejecutó a varios miembros de su propia familia, incluida su mujer, Mariamna.

## Reinado

Extensión del reino de Herodes.

El reinado de Herodes marcó una nueva etapa de la historia de Judea. Esta había estado gobernada de forma autónoma por los reyes asmoneos desde el año 134 a. C. hasta 63 a. C. De este en adelante, los asmoneos conservaban sus títulos nobiliarios, pero eran vasallos de Roma en virtud de la conquista del territorio realizada por Pompeyo precisamente ese año. Herodes derrocó al asmoneo Antígono, aliado del Imperio parto, tras una guerra que duró desde el año 40 al 37 a. C., y reinó sometido a Roma hasta su muerte, en el año 4 a. C., fundando para sus hijos la dinastía herodiana.
Herodes fue investido «rey de los judíos» por el Senado, en calidad de vasallo del Imperio romano, para que apoyase los intereses de este. Poco después de comenzar su reinado, Herodes necesitó demostrar su valía como rey ante el nuevo emperador, Augusto (que todavía era conocido como Octavio), ya que previamente había tomado partido por su enemigo, Marco Antonio. Herodes lo logró, se ganó la confianza de Augusto y pudo así continuar reinando. Aunque tenía libertad para gobernar el reino en lo referente a los asuntos internos, no sucedía lo mismo con la política exterior, en la que los romanos sí que le impusieron limitaciones, entre ellas en las relaciones con otros reinos.
El apoyo de Herodes al Imperio romano fue un factor importante a la hora de mantener su autoridad. Hay varias interpretaciones sobre la popularidad de Herodes durante su reinado. En la obra Las guerras judías de Flavio Josefo se describe el reinado de Herodes en términos favorables, y el autor duda de la participación del monarca en los sucesos infames que acontecieron durante su reinado. No obstante, en su obra posterior, titulada Antigüedades de los judíos, Josefo hace hincapié en la autoridad tiránica y algunos académicos han asociado esto con el reinado de Herodes. El gobierno despótico de Herodes queda demostrado por muchas de sus medidas de seguridad, destinadas a reprimir el desprecio que sus súbditos sentían hacia él, sobre todo los judíos. Por ejemplo, se ha sugerido que Herodes usó su policía secreta para vigilar e informarse acerca de los sentimientos que tenía el pueblo hacia él. Intentó prohibir las protestas y eliminó a algunos opositores por la fuerza. Tenía una guardia personal (en latín corporis custodes) de dos mil soldados. Josefo escribió sobre la presencia de varias unidades de la guardia personal en el funeral del rey. Estas unidades estaban formadas por Doryphnoroi, tracios, celtas (probablemente galos) y germanos. Aunque el término Doryphnoroi no tiene una connotación étnica, la unidad pudo estar compuesta por soldados veteranos distinguidos y hombres jóvenes de familias judías influyentes. Los tracios habían servido en los ejércitos judíos desde la dinastía asmodea, mientras que los celtas eran antiguos guardaespaldas de Cleopatra que Augusto regaló a Herodes tras la batalla naval de Accio. El contingente germano provenía de la guardia personal de Augusto, los germani corporis custodes, y su función era proteger el palacio.
Herodes gastó grandes sumas de dinero en varios proyectos constructivos y en realizar costosos regalos a otros gobernantes, incluyendo a los romanos. Sus construcciones se basaron en proyectos grandes y ambiciosos. Herodes erigió el Templo y parte de la colina en la que se encuentra, que hoy se conserva como la Colina Occidental. Además, usó la última tecnología constructiva, como el cemento hidráulico y la edificación submarina para el puerto de Cesarea. Aunque el celo constructivo de Herodes transformó sus dominios, no está claro qué lo originó. A pesar de que levantó fortalezas (Masada, Herodión, Alexandrium, Hircania y Maqueronte) para que su familia pudiera refugiarse en ellas en caso de insurrección, todos sus grandes proyectos iban dirigidos a ganarse el apoyo de los judíos y a mejorar su reputación como soberano. Pese a que deseaba granjearse la simpatía de los judíos, también construyó Sebaste y otras ciudades paganas, porque también pretendía ganarse el favor de la abundante población pagana. No obstante, para sufragar estos gastos, usó un sistema impositivo asmoneo que supuso una gran carga para el pueblo judío. A pesar de la carga económica que suponían sus proyectos constructivos y los regalos que realizaba, estos conllevaron también la creación de empleos y de oportunidades para la gente. En algunos casos, el propio Herodes se encargó de socorrer a su pueblo en las penurias, como durante la gran hambruna que tuvo lugar en el año 25 a. C.
Aunque intentó seguir las leyes tradicionales judías, hubo varios momentos en los que Herodes las soslayó, lo que le valió los mayores reproches de los judíos, según la obra Antigüedades de los judíos. En Jerusalén, introdujo formas extranjeras de entretenimiento, y erigió un águila dorada en la entrada del Templo para satisfacer a los romanos. La política de impuestos le granjeó mala reputación y su constante preocupación por mejorarla y lograr prestigio le llevaron a hacer onerosos presentes cuyos costes vaciaban las arcas públicas, lo que también generaba quejas entre los judíos. Las dos sectas judías más importantes que había durante su reinado, los fariseos y los saduceos, se opusieron a Herodes. Los primeros estaban enfadados porque el rey había desoído muchas de sus peticiones acerca de la construcción del Templo. Por su parte, los segundos, que eran conocidos por sus responsabilidades sacerdotales en el templo, se oponían al rey porque reemplazó a los sumos sacerdotes por extranjeros de Babilonia y Alejandría, en un intento de congraciarse con los judíos de la diáspora. Estos esfuerzos no fueron efectivos, y al final del reinado había un clima de disgusto y desafección entre la mayoría de los judíos. Tras la muerte de Herodes, estallaron graves revueltas en varias ciudades, incluida Jerusalén, parecidas a las que habían ocurrido antes en contra de las obras reales. En estos disturbios se exigió la disminución del control romano sobre el territorio. El dominio de Herodes fue la causa primigenia del enfado que originó la gran revuelta del año 70 d. C.

## Obra arquitectónica

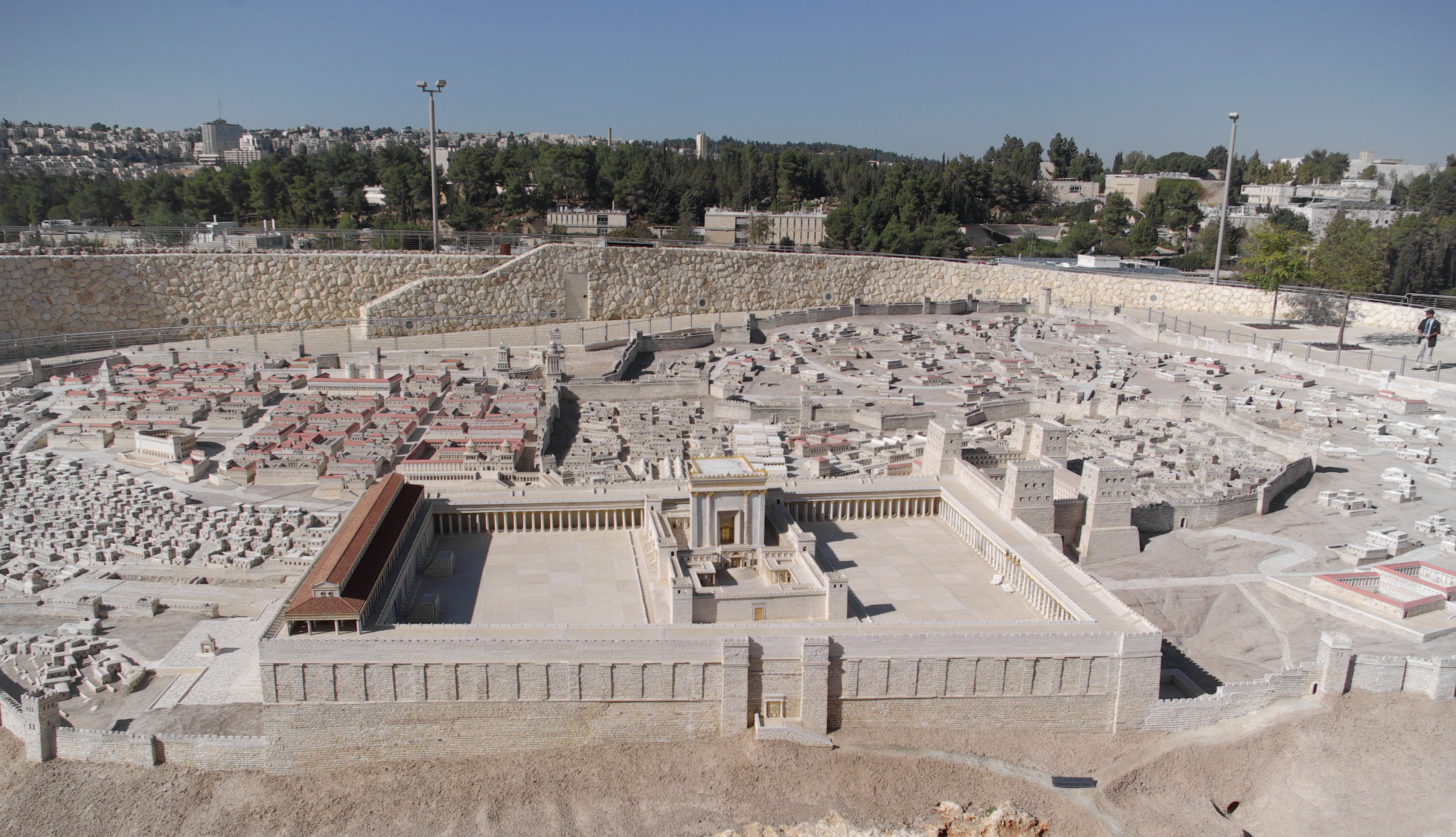
Maqueta del Templo de Herodes.

El proyecto más famoso de Herodes fue la reconstrucción y ampliación del Segundo Templo de Jerusalén, con el propósito de "tener una capital digna de su dignidad y grandeza" y para ganarse el apoyo de los judíos. Los descubrimientos recientes indican que las murallas del Monte del Templo y el Arco de Robinson podrían no haber sido completados hasta 20 años después de su muerte, durante el reinado de Herodes Agripa.
En el decimoctavo año de su reinado (20 o 19 a. C.), Herodes comenzó la reconstrucción del templo a "mayor escala". El nuevo templo estuvo terminado en un año y medio, aunque la construcción de los edificios de su entorno continuó durante 80 años. Para satisfacer las normas religiosas, Herodes empleó a 1000 sacerdotes como tallistas de la piedra y como carpinteros en la reconstrucción. El templo finalizado, que fue destruido en el año 70 d. C., es llamado a veces el Templo de Herodes. Hoy, solo se conservan en pie cuatro muros, incluido el Muro de las Lamentaciones. Estos muros rodeaban una plataforma plana en la parte superior del monte, en la cual se encontraba el templo.
Otras obras de Herodes son el desarrollo de un sistema de abastecimiento de agua para Jerusalén, la construcción de las fortalezas (como Masada y Herodión), la fundación de nuevas ciudades (como Cesarea Marítima), así como el cercamiento de lugares sagrados (como el entorno de la Cueva de los Patriarcas y de Marne, en Hebrón). Herodes y Cleopatra sostuvieron un monopolio sobre la extracción de brea del mar Muerto, que era usada para la construcción de barcos. También tenía la autorización del emperador romano para extraer cobre de las minas de Chipre.

## Herodes en el Nuevo Testamento

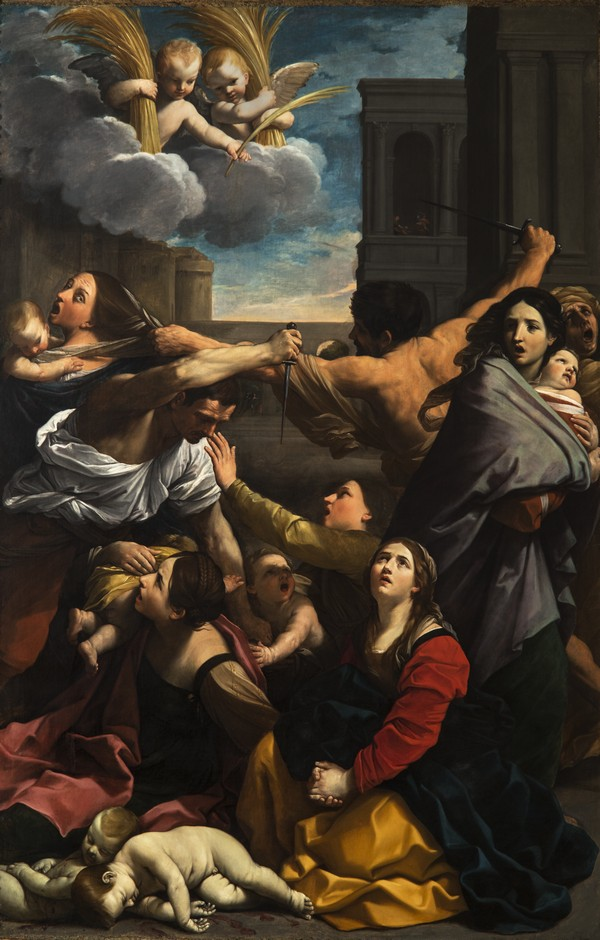
La Matanza de los Inocentes, de Guido Reni, c. 1612. Pinacoteca Nacional de Bolonia.

Herodes aparece en el Evangelio de Mateo (Mateo 2:1-23). Mateo describe un suceso conocido como la Matanza de los Inocentes. 
De acuerdo con este relato, tras el nacimiento de Jesús, algunos Sabios de Oriente vieron una estrella en el este (otras traducciones dicen que fue en "el amanecer") que les indicó que iba a nacer el rey de los judíos. 
Estos magos fueron a preguntar a Herodes por este asunto. Herodes, como rey de los judíos, se asustó por la aparición de un usurpador. Herodes reunió en una asamblea a los sacerdotes y a los escribas y les preguntó dónde había nacido "El Ungido" (Messiah en hebreo; Ὁ Χριστός, ho Christos en griego). 
Ellos le respondieron diciendo que en Belén, en referencia a la profecía del Libro de Miqueas (Miqueas 5:2). Por ello, Herodes envió a los magos a Belén, un pueblo de la región de Judea, con instrucciones de que buscasen al niño y que, tras encontrarlo, le informasen a él para que fuese a rendirle culto. 
No obstante, cuando los magos encontraron a Jesús, fueron advertidos por un ángel en un sueño de no informar a Herodes e ir por otro camino. Del mismo modo, José (padre de Jesús) fue advertido en un sueño de que Herodes intentaría matar a Jesús, de modo que él y su familia fueron a Egipto. 
Cuando Herodes se dio cuenta de que había sido ignorado, dio la orden de matar a todos los niños menores de dos años en Belén y sus alrededores. Según Mateo, entonces se cumplió una profecía de Jeremías. Mateo cita de forma casi literal a Jeremías 31:15:

En Ramá se oyó una voz,

hubo lágrimas y gemidos:

es Raquel, que llora a sus hijos

y no quiere que la consuelen,

porque ya no existen
Mateo 2:18

Según Mateo, José y su familia permanecieron en Egipto hasta que Herodes murió, y luego se trasladaron al pueblo de Nazaret, en la región de Galilea, para evitar vivir bajo el gobierno del hijo de Herodes I encargado de la gobernación de Judea, Herodes Arquelao. 

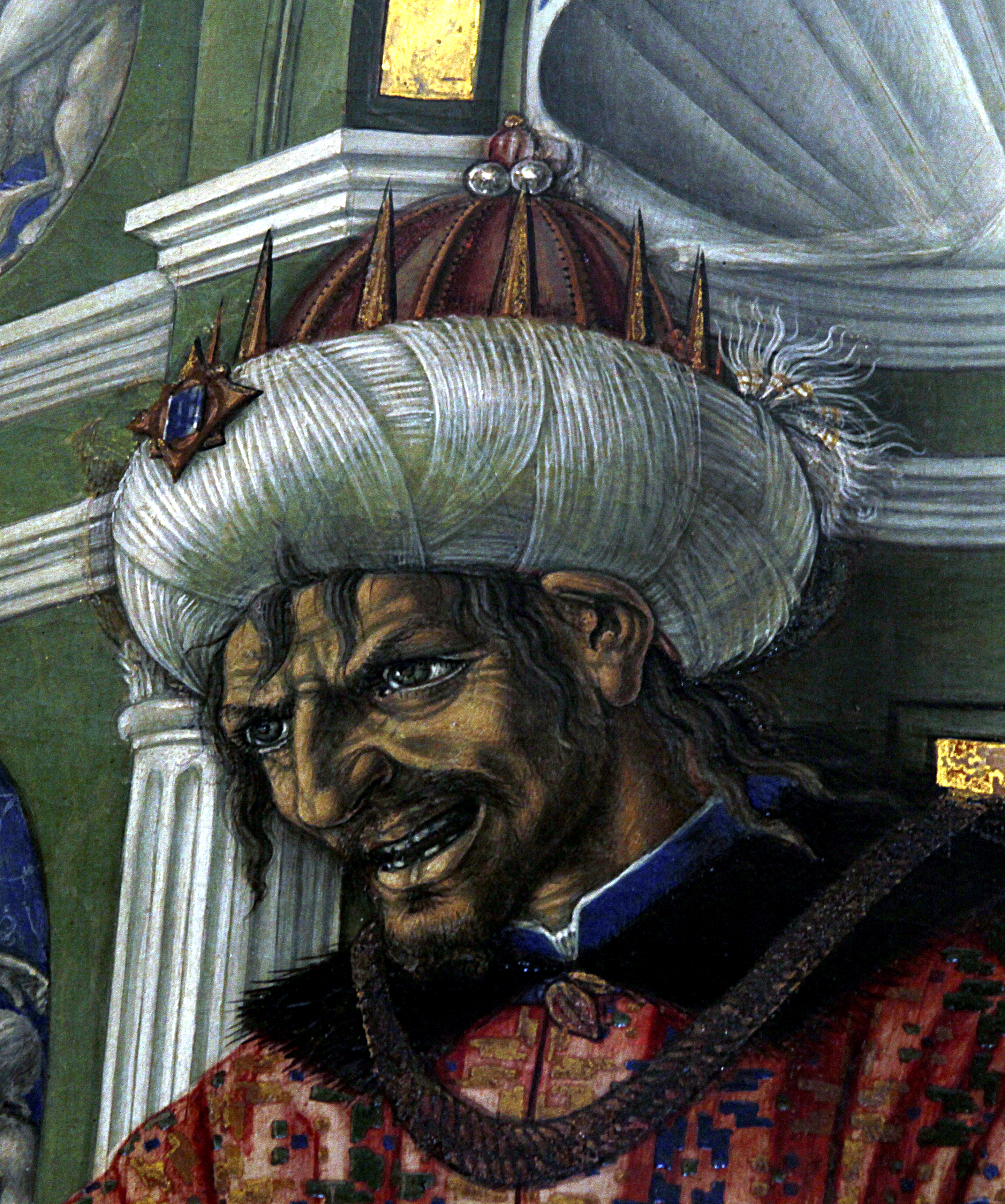
Herodes, en un detalle de la obra La masacre de los inocentes (1482), de Matteo di Giovanni.

Aunque Herodes era culpable del asesinato de su mujer y de dos de sus hijos, no hay fuentes contemporáneas que hagan referencia a la Matanza de los Inocentes. La ausencia de fuentes puede deberse a que Belén era un pueblo pequeño y el número de niños varones de menos de dos años podría no haber pasado de 20. La mayoría de las biografías recientes de Herodes dudan de que el hecho tuviera lugar. No obstante, el diplomático y arqueólogo Stewart Perowne dijo que la matanza era «totalmente coherente con todo lo que sabemos de él». Igualmente Jack Finegan, A. Schalit, y Richard T. France apoyaron la historicidad del hecho o dicen que no hay nada que imposibilitase que Herodes ordenase eso.
En cualquier caso, como sostuvo el profesor Paul L. Maier, quien respalda la historicidad del evento, no hay documentación que respalde las conclusiones absolutistas de algunos escépticos, salvo las argumentaciones que cada uno de ellos esgrima.
Este relato le sirvió a Dionisio el Exiguo para orientar históricamente el nacimiento de Cristo, pudiendo señalar así el comienzo de la era cristiana, base del actual calendario gregoriano.

## Muerte de Herodes

División del reino de Herodes:
Etnarquía de Arquelao
Tetrarquía de Antipas
Tetrarquía de Filipo
Toparquía de Salomé
Provincia romana de Siria

Herodes murió en Jericó.  Respecto al año Flavio Josefo dice que murió a los treinta y siete años desde que los romanos lo nombraran rey y treinta y cuatro años después de que tomara Jerusalén (Antigüedades Judías, libro XVII, cap. VIII, sec. 1). 
Al fechar el tiempo en que Roma lo nombró rey Josefo usa la datación consular según los años de la magistratura de los cónsules romanos. De acuerdo a Josefo se nombró rey a Herodes en el año 40 a. C. (Apiano data el nombramiento en el año 39 a. C.). Josefo fecha la toma de Jerusalén por Herodes en el año 37 a. C., veintisiete años después que Pompeyo tomara la ciudad (63 a. C.). (Antigüedades Judías, libro XIV, cap. XVI, sec. 4). Por lo tanto, la fecha de su muerte, según este cálculo, sería el año 3 o 4 a. C.
Desde la obra del académico Emil Schürer en 1896 la mayoría de los académicos están de acuerdo en que Herodes murió entre finales de marzo y principios de abril del año 4 a. C.
A favor de la hipótesis que presenta el año 4 d. C. como fecha de su muerte se incluye el hecho de que los hijos de Herodes, que reinaron en distintas regiones de su reino, dataron su gobierno desde el año 4 d. C.  Josefo dice que el tetrarca Herodes Filipo murió tras 37 años de gobierno, en el año 20 del gobierno de Tiberio (año 34 d. C.), por lo que habría empezado a reinar entre el año 3 o el 4 a. C.
Sin embargo, algunos académicos cristianos han seguido apoyando la fecha tradicional del año 1 a. C. En particular, Filmer  y Steinmann  creyeron que, aunque admitían que  Herodes fue nombrado rey por el Senado de Roma en el año 39 a. C., murió en 1 a. C. Sus tesis tienen por objetivo tratar de validar los relatos evangélicos sobre el nacimiento de Cristo. Para ello afirman que los herederos de Herodes dataron sus gobiernos desde antes de su muerte, desde el año 4 o 3 a. C. Especulan que, al menos Arquelao habría ejercido, aparentemente, prerrogativas reales durante la vida de su padre.
Josefo dice que Herodes murió tras un eclipse lunar. Él enumera una serie de acontecimientos entre este eclipse y su muerte, y entre su muerte y la Pascua. En efecto, hubo un eclipse total de Luna en el año 1 a. C., unos tres meses antes de la Pascua. Este eclipse se produjo el 8 de enero (10 de enero en el calendario juliano), 18 días antes del 2 de Sebat, el día tradicional de la muerte de Herodes.
No obstante, hubo otros eclipses en torno a esa fecha. Hay académicos que hasta proponen el eclipse total de luna del 23 de marzo del año 5 a. C.
En ese contexto, el 13 de marzo de 4 a. C. tuvo lugar un eclipse parcial de luna, unos 29 días antes de la Pascua, fecha que concuerda con los años de inicio del gobierno de las tetrarquías y tradicionalmente se asocia entre los académicos al relato de Josefo.
Josefo escribió que la enfermedad final de Herodes (algunas veces llamada «mal de Herodes») fue muy grave.
Sobre la base de las descripciones de Josefo, un médico experto ha diagnosticado que la causa de la muerte de Herodes fue una enfermedad renal crónica, complicada por la gangrena de Fournier. Otras investigaciones recientes han mencionado que su enfermedad era una sarna que derivó en gusanos, putrefacción y que estuvo acompañada de trastornos psiquiátricos.
Josefo escribió que a Herodes le preocupaba tanto que nadie llorase su muerte que mandó a un gran grupo de hombres distinguidos acudir a Jericó y los mandó ejecutar en el momento de su muerte para asegurarse de que hubiera muestras de dolor. Por fortuna para ellos, su hermana Salomé y su hijo Arquelao no cumplieron este mandato.
En el año 3 a. C. el emperador Augusto dividió la región de Palestina entre los sucesores de Herodes I. Herodes Arquelao fue nombrado etnarca de Judea y Samaria; Herodes Antipas fue nombrado tetrarca de Galilea y Perea; Herodes Filipo fue nombrado tetrarca de Batanea, Gaulanítide, Traconítide y Auranítide. Salomé, hermana de Herodes el Grande, recibió en el testamento de su hermano la toparquía de tres ciudades: Yavne (al norte de Gaza), Asdod (en Gaza) y Fasayil (al este de Judea), lo que fue refrendado por Augusto. El Evangelio de Lucas en Lucas 3:1 afirma que un tal Lysanias habría sido nombrado tetrarca de Abilinia.

### El «intento de suicidio» de Herodes
Josefo escribió que los dolores que le causaba su enfermedad llevaron a Herodes a intentar suicidarse a puñaladas, pero fue descubierto por su primo y este le impidió matarse. Fuentes muy posteriores afirman que Herodes se suicidó, y esto es representado a veces en el arte medieval (por ejemplo, en el libro de salmos Eadwine del siglo XII) y la dramaturgia, aunque otras obras siguen el relato de Josefo y presentan solo su intento fallido de quitarse la vida, como la obra Ordo Rachelis.

## Tumba de Herodes

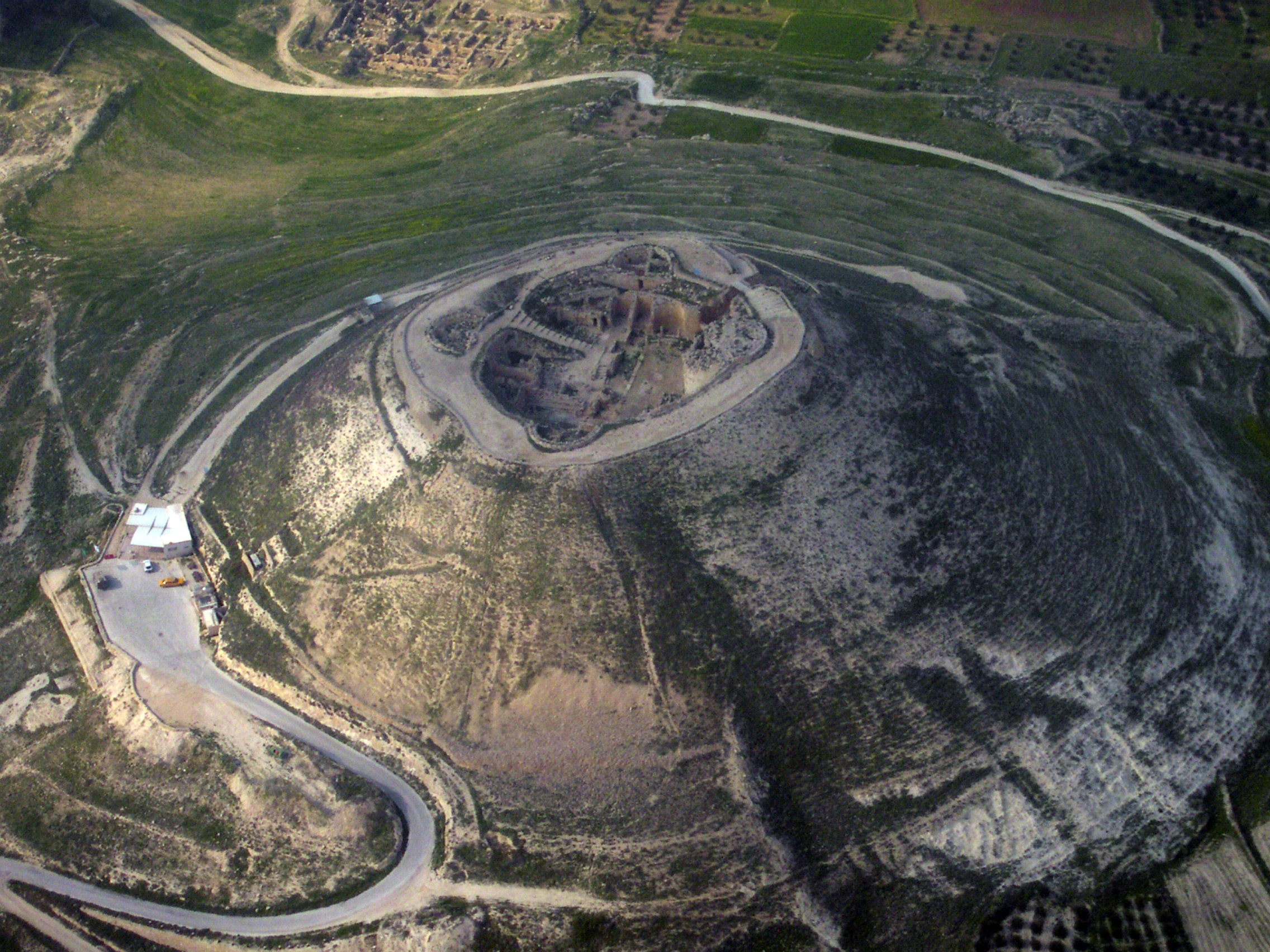
Foto aérea de las ruinas de la fortaleza de Herodión, desde el suroeste.

La localización de la tumba de Herodes fue documentada por Josefo, que escribió, "y el cuerpo fue llevado a lo largo de doscientos estadios, hacia Herodión, donde él había dado orden de ser enterrado".
Josefo da más claves sobre la tumba, como los monumentos a Herodes: 

Y lo tiraron bajo los setos y muros que los habitantes habían hecho en sus jardines y los huertos de árboles, y se talaron todos los árboles frutales que había entre ellos y la muralla de la ciudad, y se llenaron todos los espacios con huecos y las simas, y se demolieron los precipicios rocosos con herramientas de hierro; por lo que se niveló todo el lugar desde el Scopus a los monumentos a Herodes, que estaban adjuntos a la piscina de la Serpiente.

El académico Ehud Netzner, arqueólogo de la Universidad Hebrea, analizó los escritos de Josefo y se centró en la búsqueda de los alrededores de la piscina. En un artículo del New York Times de 1983 se mencionó su hipótesis:

La parte baja del Herodión conserva los restos de un gran palacio, un cuarto de carreras, un edificio para el servicio y un edificio monumental cuya función sigue siendo un misterio. Tal vez, dice Ehud Netzer, que excavó en el lugar, se trate del mausoleo de Herodes. A su lado hay una piscina, que es casi dos veces mayor que las piscinas olímpicas modernas.

Netzner tardó treinta y cinco años en hallar la localización exacta hasta que, el 7 de mayo de 2007, un equipo de arqueólogos israelíes de la Universidad Hebrea que él dirigía anunció que había descubierto la tumba. El lugar está situado en el mismo sitio que indicó Josefo, por encima de los túneles y de la piscina, en una zona plana y desértica en mitad de la cima de la colina de Herodión, a 12 kilómetros al sur de Jerusalén. La tumba contenía un sarcófago roto, pero sin restos del cuerpo.
La Autoridad de la Naturaleza y Parques de Israel y el Concejo Regional Gush Etzion intentaron hacer una réplica de la tumba usando un material plástico ligero.
En octubre de 2013, los arqueólogos Joseph Patrich y Benjamin Arubas argumentaron que la tumba identificada no era la de Herodes. De acuerdo con Patrich y Arubas, la tumba es demasiado modesta para ser la de Herodes y tiene algunas características que hacen esto poco probable. Roi Porat, que reemplazó a Netzner como jefe de las excavaciones tras su muerte, mantuvo la identificación de la tumba de Herodes.

## Opinión académica sobre su reinado
El estudio del reinado de Herodes incluye opiniones diversas. Sus críticos lo han descrito como «un loco que mató a miembros de su propia familia y a una gran cantidad de rabinos», «el malvado genio de la nación judaica», y alguien que «estaba preparado para cometer cualquier crimen para satisfacer su ilimitada ambición». Su extraordinario gasto es mencionado como la causa del grave empobrecimiento del pueblo que gobernó, a lo que se suma la opinión de que su reinado fue completamente negativo.
Las políticas religiosas de Herodes le granjearon respuestas diversas del pueblo judío. Aunque Herodes se consideraba a sí mismo el rey de los judíos, dejó que se creyera que también representaba a los no-judíos que vivían en Judea, construyendo templos para otras religiones fuera de las áreas judías de su reino. Muchos judíos cuestionaron la autenticidad del judaísmo de Herodes por su origen idumeo y los infames asesinatos de miembros de su familia. No obstante, Herodes solía seguir las normas judías en su vida pública. Por ejemplo, produjo monedas sin imágenes humanas para que pudieran ser usadas en las áreas judías y reconoció la santidad del Segundo Templo mediante el empleo de sacerdotes en su reconstrucción.
No obstante, también fue halagado por sus obras, siendo llamado el «mayor constructor de la historia judía», y alguien que «sabía estar en su sitio y seguía las reglas». De hecho, los restos de sus edificios son hoy conocidas atracciones turísticas de Oriente Próximo, y muchas tienen un contenido histórico y religioso.

### Última década del

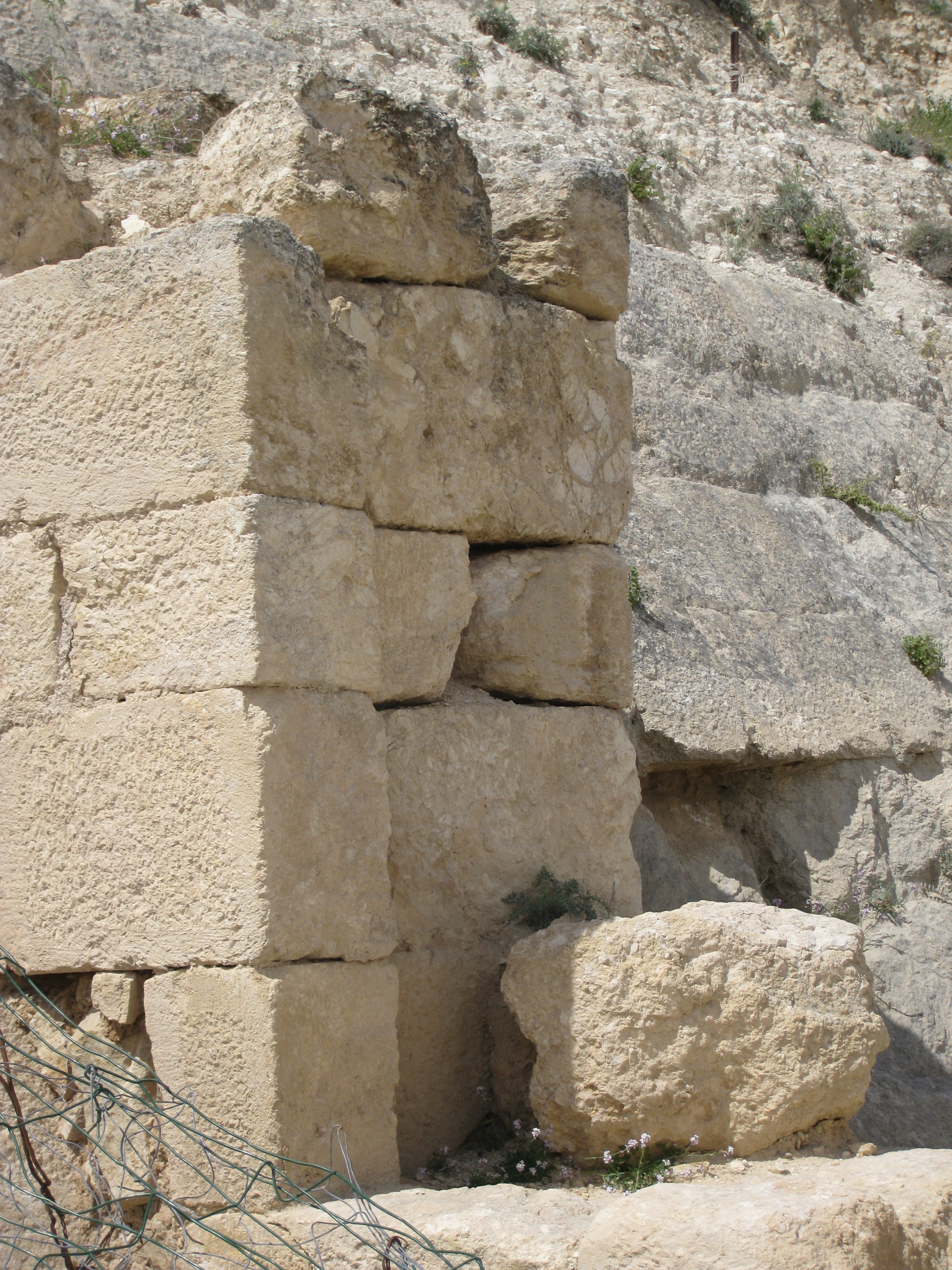
Tumba de Herodes.

## Cronología

### Años 30 a.C.
- 39-37 a. C.: Guerra contra Antígono. Tras la conquista de Jerusalén y la victoria sobre Antígono, Marco Antonio lo ejecuta.
- 36 a. C. : Herodes nombra a su cuñado de 17 años, Aristóbulo III, sumo sacerdote, y teme que los judíos nombren a Aristóbulo III "rey de los judíos" en su lugar.
- 35 a. C. : Aristóbulo III es ahogado en una fiesta por orden de Herodes.
- 32 a. C. : Comienza la guerra contra los nabateos, con la victoria un año después.
- 31 a. C. : Judea sufre un terremoto devastador. Octavio derrota a Marco Antonio, de modo que Herodes estrecha su alianza con Octavio, que con posterioridad sería Augusto.
- 30 a. C.: Herodes recibe la aprobación de Octavio, que le reafirma en Rodas como "rey de los judíos".

### Años 20 a.C.
- 29 a. C.: Josefo dice que Herodes era muy apasionado y muy celoso con su esposa, Mariamna I. Ella descubrió que Herodes planeaba asesinarla, y dejó de dormir con él. Herodes la acusó de adulterio. Su hermana, Salomé I, fue la principal testigo contra ella. La madre de Mariamna I, Alejandra, también incriminó a su propia hija. Los historiadores dicen que su madre iba a ser la siguiente persona ejecutada y que lo hizo para salvar su propia vida. Mariamna fue ejecutada, y Alejandra se autoproclamó reina, argumentando que Herodes estaba mentalmente incapacitado para gobernar. Josefo escribió que este fue el error estratégico de Alejandra, ya que Herodes la ejecutó sin juicio previo.
- 28 a. C.: Herodes ejecutó a su cuñado Kostobar[100] (marido de Salomé, padre de Berenice) por conspirador. Hubo un gran festival en Jerusalén porque Herodes había construido un teatro y un anfiteatro.
- 27 a. C.: Fracasa un intento de asesinato a Herodes. Para honrar a Augusto, Herodes reconstruyó Samaria y la rebautizó como Sebaste (Augusto en griego es Sebaste).
- 25 a. C.: Herodes importó grano de Egipto y empezó un programa de ayudas para combatir la gran hambruna y las enfermedades que fueron causadas por una gran sequía. También renunció a una tercera parte de los impuestos. Comenzó la construcción de Cesarea Marítima y de su puerto.
- 23 a. C. : Herodes construyó un palacio en Jerusalén y la fortaleza de Herodión en Judea. Se casó con su tercera mujer, Mariamna II, la hija del sacerdote Simón ben Boethus; inmediatamente después Herodes privó a Jesús ben Fabus de su papel como sumo sacerdote y le dio ese cargo a Simón.[101]
- 22 a. C. : El emperador romano Augusto le entrega las regiones de Traconítide, Batanea y Auranítide, al noreste.
- En torno al 20 a. C. : Comienza la ampliación del Monte del templo y Herodes finaliza la reconstrucción del Segundo Templo de Jerusalén.

### Años 10 a.C.
- En torno al 18 a. C. Herodes viajó, por segunda vez, a Roma.
- 14 a. C.: Herodes apoya a los judíos de Anatolia y Cirene. Debido a la prosperidad de Judea, perdona una cuarta parte de los impuestos.
- 13 a. C.: Nombra a su primogénito Antípatro (hijo de Doris) primero en la línea sucesoria.
- 12 a. C.: Herodes sospecha que los hijos que tuvo con Mariamna I, Alejandro y Aristóbulo, quieren asesinarlo. Los envía a Aquilea a ser juzgados. Augusto reconcilia a los tres. Herodes apoya económicamente los Juegos Olímpicos, que tenían problemas financieros, y garantiza su continuidad. Modifica su testamento para eliminar a Alejandro y Aristóbulo de la sucesión real, y Antípatro sigue siendo el primero en la línea de sucesión.
- En torno al 10 a. C.: Se inaugura una ampliación del entorno del templo. Empieza la guerra contra los nabateos.

### Última década delsigloIa.C.
- 9 a. C.: Se inaugura Cesarea Marítima. Dado el curso de la guerra contra los nabateos, Herodes cae en desgracia ante Augusto. Herodes vuelve a sospechar que Alejandro urde una confabulación para matarlo.
- 8 a. C.: Herodes acusa a sus hijos Alejandro y Aristóbulo de alta traición. Herodes se reconcilia con Augusto, que le da permiso para proceder legalmente contra sus hijos.
- 7 a. C.: Un tribunal romano llevó a cabo una audiencia en Beirut. Sus hijos Alejandro y Aristóbulo fueron encontrados culpables y ejecutados. Antípatro pasó a ser el único heredero al trono. Posteriormente, se incorporó como segundo en el orden sucesorio a Herodes Filipo, hijo de Mariamna II.
- 6 a. C.: Herodes actuó contra los fariseos.
- 5 a. C.: Antípatro fue llevado ante un tribunal acusado de tratar de asesinar al rey. Este, entonces gravemente enfermo, nombró a su hijo Herodes Antipas (de su cuarta mujer, Maltace) sucesor.
- 4 a. C.: Jóvenes discípulos de los fariseos destrozan el águila dorada colocada en la entrada del Templo de Jerusalén después de que los fariseos los adoctrinaran diciéndoles que era un símbolo idolátrico romano. Herodes los arrestó, los llevó a juicio y los condenó a muerte. Augusto aprobó la pena de muerte para Antípatro. Entonces Herodes ajustició a su hijo y cambió su testamento de nuevo con las siguientes disposiciones: Herodes Arquelao (de Maltace) sería rey de Judea y Samaria; Herodes Filipo (de Cleopatra de Jerusalén), etnarca de Baulanítide, Batanea y Traconítide; Herodes Antipas (de Maltace), tetrarca de Galilea y Perea; y su hermans Salomé recibiría el gobierno de varias ciudades limítrofes con Judea. Este testamento debía ser validado por Augusto. El evangelista Lucas añade a un desconocido Lisanias como supuesto tetrarca de Abilene.
- 3 a. C.: Augusto aceptó el testamento con algunas modificaciones en las divisiones territoriales en la zona y no otorgó a nadie el título de rey.

## Esposas e hijos
| Esposa                                                               | Hijos |
| -------------------------------------------------------------------- | --- |
| Doris                                                                | - Hijo, Antípatro, ejecutado en el año 4 a. C.                                                                                  |
| Mariamna I, hija del asmoneo Alejandro, ejecutada en el año 29 a. C. | - Hijo, Alejandro, ejecutado en el año 7 a. C. - Hijo, Aristóbulo, ejecutado en el año 7 a. C. - Hijo, Salampsio - Hija, Cipros |
| Mariamna II, hija del sumo sacerdote Simón ben Boethus               | - Hijo, Herodes Filipo I |
| Maltace                                                              | - Hijo, Herodes Arquelao, etnarca - Hijo, Herodes Antipas, tetrarca - Hijo, Herodes Lisanias, tetrarca - Hija, Olimpia          |
| Cleopatra de Jerusalén                                               | - Hijo, Herodes Filipo II, tetrarca - Hijo, Herodes                                                                             |
| Palas                                                                | - Hijo, Fasael |
| Phaidra                                                              | - Hija, Roxana |
| Elpis                                                                | - Hija, Salomé |
| Una prima (de nombre desconocido)                                    | - Sin hijos conocidos |
| Una sobrina (de nombre desconocido)                                  | - Sin hijos conocidos |

Es muy probable que Herodes tuviera más hijos, sobre todo con sus últimas esposas, y también que tuviera más hijas, ya que en aquella época a veces no se dejaba constancia de los nacimientos de mujeres.

## Árbol genealógico
|        |        |        |        | Antípatro el Idumeo | Antípatro el Idumeo | Antípatro el Idumeo | Antípatro el Idumeo | Antípatro el Idumeo | Antípatro el Idumeo |           |           | Cipros    | Cipros    | Cipros            | Cipros            | Cipros                        | Cipros            |                   |                   |              |              |                 |                 |                 |                 |                 |                 |           |           |           |           |           |           |          |          |                        |          |          |          |        |        |                  |                  |                  |                  |                  |                  |  |  |                     |                     |                     |                     |                     |                     |  |  |  |  |  |  |  |  |  |  |  |  |  |  |  |  |
|        |        |        |        | Antípatro el Idumeo | Antípatro el Idumeo | Antípatro el Idumeo | Antípatro el Idumeo | Antípatro el Idumeo | Antípatro el Idumeo |           |           | Cipros    | Cipros    | Cipros            | Cipros            | Cipros                        | Cipros            |                   |                   |              |              |                 |                 |                 |                 |                 |                 |           |           |           |           |           |           |          |          |                        |          |          |          |        |        |                  |                  |                  |                  |                  |                  |  |  |                     |                     |                     |                     |                     |                     |  |  |  |  |  |  |  |  |  |  |  |  |  |  |  |  |
|        |        |        |        |                     |                     |                     |                     |                     |                     |           |           |           |           |                   |                   |                               |                   |                   |                   |              |              |                 |                 |                 |                 |                 |                 |           |           |           |           |           |           |          |          |                        |          |          |          |        |        |                  |                  |                  |                  |                  |                  |  |  |                     |                     |                     |                     |                     |                     |  |  |  |  |  |  |  |  |  |  |  |  |  |  |  |  |
|        |        |        |        |                     |                     |                     |                     |                     |                     |           |           |           |           |                   |                   |                               |                   |                   |                   |              |              |                 |                 |                 |                 |                 |                 |           |           |           |           |           |           |          |          |                        |          |          |          |        |        |                  |                  |                  |                  |                  |                  |  |  |                     |                     |                     |                     |                     |                     |  |  |  |  |  |  |  |  |  |  |  |  |  |  |  |  |
| Fasael | Fasael | Fasael | Fasael | Fasael              | Fasael              |                     |                     | Herodes I           | Herodes I           | Herodes I | Herodes I | Herodes I | Herodes I |                   |                   | José                          | José              | José              | José              | José         | José         |                 |                 | Feroras         | Feroras         | Feroras         | Feroras         | Feroras   | Feroras   |           |           | Salomé I  | Salomé I  | Salomé I | Salomé I | Salomé I               | Salomé I |          |          |        |        |                  |                  |                  |                  |                  |                  |  |  | Costobarus          | Costobarus          | Costobarus          | Costobarus          | Costobarus          | Costobarus          |  |  |  |  |  |  |  |  |  |  |  |  |  |  |  |  |
| Fasael | Fasael | Fasael | Fasael | Fasael              | Fasael              |                     |                     | Herodes I           | Herodes I           | Herodes I | Herodes I | Herodes I | Herodes I |                   |                   | José                          | José              | José              | José              | José         | José         |                 |                 | Feroras         | Feroras         | Feroras         | Feroras         | Feroras   | Feroras   |           |           | Salomé I  | Salomé I  | Salomé I | Salomé I | Salomé I               | Salomé I |          |          |        |        |                  |                  |                  |                  |                  |                  |  |  | Costobarus          | Costobarus          | Costobarus          | Costobarus          | Costobarus          | Costobarus          |  |  |  |  |  |  |  |  |  |  |  |  |  |  |  |  |
|        |        |        |        |                     |                     |                     |                     |                     |                     |           |           |           |           |                   |                   |                               |                   |                   |                   |              |              |                 |                 |                 |                 |                 |                 |           |           |           |           |           |           |          |          |                        |          |          |          |        |        |                  |                  |                  |                  |                  |                  |  |  |                     |                     |                     |                     |                     |                     |  |  |  |  |  |  |  |  |  |  |  |  |  |  |  |  |
|        |        |        |        |                     |                     |                     |                     |                     |                     |           |           |           |           |                   |                   |                               |                   |                   |                   |              |              |                 |                 |                 |                 |                 |                 |           |           |           |           |           |           |          |          | Doris                  |          |          |          |        |        |                  |                  |                  |                  |                  |                  |  |  |                     |                     |                     |                     |                     |                     |  |  |  |  |  |  |  |  |  |  |  |  |  |  |  |  |
|        |        |        |        |                     |                     |                     |                     |                     |                     |           |           |           |           |                   |                   |                               |                   |                   |                   |              |              |                 |                 |                 |                 |                 |                 |           |           |           |           |           |           |          |          |                        |          |          |          |        |        |                  |                  |                  |                  |                  |                  |  |  |                     |                     |                     |                     |                     |                     |  |  |  |  |  |  |  |  |  |  |  |  |  |  |  |  |
|        |        |        |        |                     |                     |                     |                     |                     |                     |           |           |           |           |                   |                   |                               |                   |                   |                   | Antípatro    |              |                 |                 |                 |                 |                 |                 |           |           |           |           |           |           |          |          |                        |          |          |          |        |        |                  |                  |                  |                  |                  |                  |  |  |                     |                     |                     |                     |                     |                     |  |  |  |  |  |  |  |  |  |  |  |  |  |  |  |  |
|        |        |        |        |                     |                     |                     |                     |                     |                     |           |           |           |           |                   |                   |                               |                   |                   |                   |              |              |                 |                 |                 |                 |                 |                 |           |           |           |           |           |           |          |          |                        |          |          |          |        |        |                  |                  |                  |                  |                  |                  |  |  |                     |                     |                     |                     |                     |                     |  |  |  |  |  |  |  |  |  |  |  |  |  |  |  |  |
|        |        |        |        |                     |                     |                     |                     |                     |                     |           |           |           |           |                   |                   |                               |                   |                   |                   |              |              |                 |                 |                 |                 |                 |                 |           |           |           |           |           |           |          |          | Mariamna I             |          |          |          |        |        |                  |                  |                  |                  |                  |                  |  |  |                     |                     |                     |                     |                     |                     |  |  |  |  |  |  |  |  |  |  |  |  |  |  |  |  |
|        |        |        |        |                     |                     |                     |                     |                     |                     |           |           |           |           |                   |                   |                               |                   |                   |                   |              |              |                 |                 |                 |                 |                 |                 |           |           |           |           |           |           |          |          |                        |          |          |          |        |        |                  |                  |                  |                  |                  |                  |  |  |                     |                     |                     |                     |                     |                     |  |  |  |  |  |  |  |  |  |  |  |  |  |  |  |  |
|        |        |        |        |                     |                     |                     |                     |                     |                     |           |           |           |           |                   |                   |                               |                   |                   |                   |              |              |                 |                 |                 |                 |                 |                 |           |           |           |           |           |           |          |          |                        |          |          |          |        |        |                  |                  |                  |                  |                  |                  |  |  |                     |                     |                     |                     |                     |                     |  |  |  |  |  |  |  |  |  |  |  |  |  |  |  |  |
|        |        |        |        |                     |                     |                     |                     |                     |                     |           |           |           |           |                   |                   |                               |                   |                   |                   |              |              |                 |                 |                 |                 |                 |                 |           |           |           |           |           |           |          |          |                        |          |          |          |        |        |                  |                  |                  |                  |                  |                  |  |  |                     |                     |                     |                     |                     |                     |  |  |  |  |  |  |  |  |  |  |  |  |  |  |  |  |
|        |        |        |        |                     |                     |                     |                     |                     |                     |           |           | Alejandro | Alejandro | Alejandro         | Alejandro         | Alejandro                     | Alejandro         |                   |                   | Aristóbulo   | Aristóbulo   | Aristóbulo      | Aristóbulo      | Aristóbulo      | Aristóbulo      |                 |                 | Salampsio | Salampsio | Salampsio | Salampsio | Salampsio | Salampsio |          |          | Cipros                 | Cipros   | Cipros   | Cipros   | Cipros | Cipros |                  |                  |                  |                  |                  |                  |  |  |                     |                     |                     |                     |                     |                     |  |  |  |  |  |  |  |  |  |  |  |  |  |  |  |  |
|        |        |        |        |                     |                     |                     |                     |                     |                     |           |           | Alejandro | Alejandro | Alejandro         | Alejandro         | Alejandro                     | Alejandro         |                   |                   | Aristóbulo   | Aristóbulo   | Aristóbulo      | Aristóbulo      | Aristóbulo      | Aristóbulo      |                 |                 | Salampsio | Salampsio | Salampsio | Salampsio | Salampsio | Salampsio |          |          | Cipros                 | Cipros   | Cipros   | Cipros   | Cipros | Cipros |                  |                  |                  |                  |                  |                  |  |  |                     |                     |                     |                     |                     |                     |  |  |  |  |  |  |  |  |  |  |  |  |  |  |  |  |
|        |        |        |        |                     |                     |                     |                     |                     |                     |           |           |           |           |                   |                   |                               |                   |                   |                   |              |              |                 |                 |                 |                 |                 |                 |           |           |           |           |           |           |          |          |                        |          |          |          |        |        |                  |                  | Berenice         |                  |                  |                  |  |  |                     |                     |                     |                     |                     |                     |  |  |  |  |  |  |  |  |  |  |  |  |  |  |  |  |
|        |        |        |        |                     |                     |                     |                     |                     |                     |           |           |           |           |                   |                   |                               |                   |                   |                   |              |              |                 |                 |                 |                 |                 |                 |           |           |           |           |           |           |          |          |                        |          |          |          |        |        |                  |                  |                  |                  |                  |                  |  |  |                     |                     |                     |                     |                     |                     |  |  |  |  |  |  |  |  |  |  |  |  |  |  |  |  |
|        |        |        |        |                     |                     |                     |                     |                     |                     |           |           |           |           |                   |                   |                               |                   |                   |                   |              |              |                 |                 |                 |                 |                 |                 |           |           |           |           |           |           |          |          |                        |          |          |          |        |        |                  |                  |                  |                  |                  |                  |  |  |                     |                     |                     |                     |                     |                     |  |  |  |  |  |  |  |  |  |  |  |  |  |  |  |  |
|        |        |        |        |                     |                     |                     |                     |                     |                     |           |           |           |           |                   |                   |                               |                   |                   |                   |              |              |                 |                 |                 |                 |                 |                 |           |           |           |           |           |           |          |          |                        |          |          |          |        |        |                  |                  |                  |                  |                  |                  |  |  |                     |                     |                     |                     |                     |                     |  |  |  |  |  |  |  |  |  |  |  |  |  |  |  |  |
|        |        |        |        |                     |                     |                     |                     |                     |                     |           |           |           |           |                   |                   |                               |                   | Mariamna III      | Mariamna III      | Mariamna III | Mariamna III | Mariamna III    | Mariamna III    |                 |                 | Herodes V       | Herodes V       | Herodes V | Herodes V | Herodes V | Herodes V |           |           | Herodías | Herodías | Herodías               | Herodías | Herodías | Herodías |        |        | Herodes Agripa I | Herodes Agripa I | Herodes Agripa I | Herodes Agripa I | Herodes Agripa I | Herodes Agripa I |  |  | Aristóbulo el Menor | Aristóbulo el Menor | Aristóbulo el Menor | Aristóbulo el Menor | Aristóbulo el Menor | Aristóbulo el Menor |  |  |  |  |  |  |  |  |  |  |  |  |  |  |  |  |
|        |        |        |        |                     |                     |                     |                     |                     |                     |           |           |           |           |                   |                   |                               |                   | Mariamna III      | Mariamna III      | Mariamna III | Mariamna III | Mariamna III    | Mariamna III    |                 |                 | Herodes V       | Herodes V       | Herodes V | Herodes V | Herodes V | Herodes V |           |           | Herodías | Herodías | Herodías               | Herodías | Herodías | Herodías |        |        | Herodes Agripa I | Herodes Agripa I | Herodes Agripa I | Herodes Agripa I | Herodes Agripa I | Herodes Agripa I |  |  | Aristóbulo el Menor | Aristóbulo el Menor | Aristóbulo el Menor | Aristóbulo el Menor | Aristóbulo el Menor | Aristóbulo el Menor |  |  |  |  |  |  |  |  |  |  |  |  |  |  |  |  |
|        |        |        |        |                     |                     |                     |                     |                     |                     |           |           |           |           |                   |                   |                               |                   |                   |                   |              |              |                 |                 |                 |                 | Mariamna II     |                 |           |           |           |           |           |           |          |          |                        |          |          |          |        |        |                  |                  |                  |                  |                  |                  |  |  |                     |                     |                     |                     |                     |                     |  |  |  |  |  |  |  |  |  |  |  |  |  |  |  |  |
|        |        |        |        |                     |                     |                     |                     |                     |                     |           |           |           |           |                   |                   |                               |                   |                   |                   |              |              |                 |                 |                 |                 |                 |                 |           |           |           |           |           |           |          |          |                        |          |          |          |        |        |                  |                  |                  |                  |                  |                  |  |  |                     |                     |                     |                     |                     |                     |  |  |  |  |  |  |  |  |  |  |  |  |  |  |  |  |
|        |        |        |        |                     |                     |                     |                     |                     |                     |           |           |           |           |                   |                   | Herodes Filipo I o Herodes II |                   |                   |                   |              |              |                 |                 |                 |                 |                 |                 |           |           |           |           |           |           |          |          |                        |          |          |          |        |        |                  |                  |                  |                  |                  |                  |  |  |                     |                     |                     |                     |                     |                     |  |  |  |  |  |  |  |  |  |  |  |  |  |  |  |  |
|        |        |        |        |                     |                     |                     |                     |                     |                     |           |           |           |           |                   |                   |                               |                   |                   |                   |              |              |                 |                 |                 |                 |                 |                 |           |           |           |           |           |           |          |          |                        |          |          |          |        |        |                  |                  |                  |                  |                  |                  |  |  |                     |                     |                     |                     |                     |                     |  |  |  |  |  |  |  |  |  |  |  |  |  |  |  |  |
|        |        |        |        |                     |                     |                     |                     |                     |                     |           |           |           |           |                   |                   |                               |                   |                   |                   |              |              |                 |                 |                 |                 | Salomé          |                 |           |           |           |           |           |           |          |          |                        |          |          |          |        |        |                  |                  |                  |                  |                  |                  |  |  |                     |                     |                     |                     |                     |                     |  |  |  |  |  |  |  |  |  |  |  |  |  |  |  |  |
|        |        |        |        |                     |                     |                     |                     |                     |                     |           |           |           |           |                   |                   |                               |                   |                   |                   |              |              |                 |                 |                 |                 |                 |                 |           |           |           |           |           |           |          |          |                        |          |          |          |        |        |                  |                  |                  |                  |                  |                  |  |  |                     |                     |                     |                     |                     |                     |  |  |  |  |  |  |  |  |  |  |  |  |  |  |  |  |
|        |        |        |        |                     |                     |                     |                     |                     |                     |           |           |           |           |                   |                   |                               |                   |                   |                   |              |              |                 |                 |                 |                 |                 |                 |           |           | Maltace   |           |           |           |          |          |                        |          |          |          |        |        |                  |                  |                  |                  |                  |                  |  |  |                     |                     |                     |                     |                     |                     |  |  |  |  |  |  |  |  |  |  |  |  |  |  |  |  |
|        |        |        |        |                     |                     |                     |                     |                     |                     |           |           |           |           |                   |                   |                               |                   |                   |                   |              |              |                 |                 |                 |                 |                 |                 |           |           |           |           |           |           |          |          |                        |          |          |          |        |        |                  |                  |                  |                  |                  |                  |  |  |                     |                     |                     |                     |                     |                     |  |  |  |  |  |  |  |  |  |  |  |  |  |  |  |  |
|        |        |        |        |                     |                     |                     |                     |                     |                     |           |           |           |           |                   |                   |                               |                   |                   |                   |              |              |                 |                 |                 |                 |                 |                 |           |           |           |           |           |           |          |          |                        |          |          |          |        |        |                  |                  |                  |                  |                  |                  |  |  |                     |                     |                     |                     |                     |                     |  |  |  |  |  |  |  |  |  |  |  |  |  |  |  |  |
|        |        |        |        |                     |                     |                     |                     |                     |                     |           |           |           |           |                   |                   |                               |                   |                   |                   |              |              |                 |                 |                 |                 |                 |                 |           |           |           |           |           |           |          |          |                        |          |          |          |        |        |                  |                  |                  |                  |                  |                  |  |  |                     |                     |                     |                     |                     |                     |  |  |  |  |  |  |  |  |  |  |  |  |  |  |  |  |
|        |        |        |        |                     |                     |                     |                     |                     |                     |           |           |           |           | Herodes Arquelao  | Herodes Arquelao  | Herodes Arquelao              | Herodes Arquelao  | Herodes Arquelao  | Herodes Arquelao  |              |              | Herodes Antipas | Herodes Antipas | Herodes Antipas | Herodes Antipas | Herodes Antipas | Herodes Antipas |           |           | Olimpias  | Olimpias  | Olimpias  | Olimpias  | Olimpias | Olimpias |                        |          |          |          |        |        |                  |                  |                  |                  |                  |                  |  |  |                     |                     |                     |                     |                     |                     |  |  |  |  |  |  |  |  |  |  |  |  |  |  |  |  |
|        |        |        |        |                     |                     |                     |                     |                     |                     |           |           |           |           | Herodes Arquelao  | Herodes Arquelao  | Herodes Arquelao              | Herodes Arquelao  | Herodes Arquelao  | Herodes Arquelao  |              |              | Herodes Antipas | Herodes Antipas | Herodes Antipas | Herodes Antipas | Herodes Antipas | Herodes Antipas |           |           | Olimpias  | Olimpias  | Olimpias  | Olimpias  | Olimpias | Olimpias |                        |          |          |          |        |        |                  |                  |                  |                  |                  |                  |  |  |                     |                     |                     |                     |                     |                     |  |  |  |  |  |  |  |  |  |  |  |  |  |  |  |  |
|        |        |        |        |                     |                     |                     |                     |                     |                     |           |           |           |           |                   |                   |                               |                   |                   |                   |              |              |                 |                 |                 |                 |                 |                 |           |           |           |           |           |           |          |          |                        |          |          |          |        |        |                  |                  |                  |                  |                  |                  |  |  |                     |                     |                     |                     |                     |                     |  |  |  |  |  |  |  |  |  |  |  |  |  |  |  |  |
|        |        |        |        |                     |                     |                     |                     |                     |                     |           |           |           |           |                   |                   |                               |                   |                   |                   |              |              |                 |                 |                 |                 |                 |                 |           |           |           |           |           |           |          |          | Cleopatra de Jerusalén |          |          |          |        |        |                  |                  |                  |                  |                  |                  |  |  |                     |                     |                     |                     |                     |                     |  |  |  |  |  |  |  |  |  |  |  |  |  |  |  |  |
|        |        |        |        |                     |                     |                     |                     |                     |                     |           |           |           |           |                   |                   |                               |                   |                   |                   |              |              |                 |                 |                 |                 |                 |                 |           |           |           |           |           |           |          |          |                        |          |          |          |        |        |                  |                  |                  |                  |                  |                  |  |  |                     |                     |                     |                     |                     |                     |  |  |  |  |  |  |  |  |  |  |  |  |  |  |  |  |
|        |        |        |        |                     |                     |                     |                     |                     |                     |           |           |           |           |                   |                   |                               |                   |                   |                   |              |              |                 |                 |                 |                 |                 |                 |           |           |           |           |           |           |          |          |                        |          |          |          |        |        |                  |                  |                  |                  |                  |                  |  |  |                     |                     |                     |                     |                     |                     |  |  |  |  |  |  |  |  |  |  |  |  |  |  |  |  |
|        |        |        |        |                     |                     |                     |                     |                     |                     |           |           |           |           |                   |                   |                               |                   |                   |                   |              |              |                 |                 |                 |                 |                 |                 |           |           |           |           |           |           |          |          |                        |          |          |          |        |        |                  |                  |                  |                  |                  |                  |  |  |                     |                     |                     |                     |                     |                     |  |  |  |  |  |  |  |  |  |  |  |  |  |  |  |  |
|        |        |        |        |                     |                     |                     |                     |                     |                     |           |           |           |           | Herodes Filipo II | Herodes Filipo II | Herodes Filipo II             | Herodes Filipo II | Herodes Filipo II | Herodes Filipo II |              |              |                 |                 |                 |                 | Herodes         | Herodes         | Herodes   | Herodes   | Herodes   | Herodes   |           |           |          |          |                        |          |          |          |        |        |                  |                  |                  |                  |                  |                  |  |  |                     |                     |                     |                     |                     |                     |  |  |  |  |  |  |  |  |  |  |  |  |  |  |  |  |
|        |        |        |        |                     |                     |                     |                     |                     |                     |           |           |           |           | Herodes Filipo II | Herodes Filipo II | Herodes Filipo II             | Herodes Filipo II | Herodes Filipo II | Herodes Filipo II |              |              |                 |                 |                 |                 | Herodes         | Herodes         | Herodes   | Herodes   | Herodes   | Herodes   |           |           |          |          |                        |          |          |          |        |        |                  |                  |                  |                  |                  |                  |  |  |                     |                     |                     |                     |                     |                     |  |  |  |  |  |  |  |  |  |  |  |  |  |  |  |  |
|        |        |        |        |                     |                     |                     |                     |                     |                     |           |           |           |           |                   |                   |                               |                   |                   |                   |              |              |                 |                 |                 |                 |                 |                 |           |           |           |           |           |           |          |          | Palas                  |          |          |          |        |        |                  |                  |                  |                  |                  |                  |  |  |                     |                     |                     |                     |                     |                     |  |  |  |  |  |  |  |  |  |  |  |  |  |  |  |  |
|        |        |        |        |                     |                     |                     |                     |                     |                     |           |           |           |           |                   |                   |                               |                   |                   |                   |              |              |                 |                 |                 |                 |                 |                 |           |           |           |           |           |           |          |          |                        |          |          |          |        |        |                  |                  |                  |                  |                  |                  |  |  |                     |                     |                     |                     |                     |                     |  |  |  |  |  |  |  |  |  |  |  |  |  |  |  |  |
|        |        |        |        |                     |                     |                     |                     |                     |                     |           |           |           |           |                   |                   |                               |                   |                   |                   | Fasael       |              |                 |                 |                 |                 |                 |                 |           |           |           |           |           |           |          |          |                        |          |          |          |        |        |                  |                  |                  |                  |                  |                  |  |  |                     |                     |                     |                     |                     |                     |  |  |  |  |  |  |  |  |  |  |  |  |  |  |  |  |
|        |        |        |        |                     |                     |                     |                     |                     |                     |           |           |           |           |                   |                   |                               |                   |                   |                   |              |              |                 |                 |                 |                 |                 |                 |           |           |           |           |           |           |          |          |                        |          |          |          |        |        |                  |                  |                  |                  |                  |                  |  |  |                     |                     |                     |                     |                     |                     |  |  |  |  |  |  |  |  |  |  |  |  |  |  |  |  |
|        |        |        |        |                     |                     |                     |                     |                     |                     |           |           |           |           |                   |                   |                               |                   |                   |                   |              |              |                 |                 |                 |                 |                 |                 |           |           |           |           |           |           |          |          | Phaidra                |          |          |          |        |        |                  |                  |                  |                  |                  |                  |  |  |                     |                     |                     |                     |                     |                     |  |  |  |  |  |  |  |  |  |  |  |  |  |  |  |  |
|        |        |        |        |                     |                     |                     |                     |                     |                     |           |           |           |           |                   |                   |                               |                   |                   |                   |              |              |                 |                 |                 |                 |                 |                 |           |           |           |           |           |           |          |          |                        |          |          |          |        |        |                  |                  |                  |                  |                  |                  |  |  |                     |                     |                     |                     |                     |                     |  |  |  |  |  |  |  |  |  |  |  |  |  |  |  |  |
|        |        |        |        |                     |                     |                     |                     |                     |                     |           |           |           |           |                   |                   |                               |                   |                   |                   | Roxana       |              |                 |                 |                 |                 |                 |                 |           |           |           |           |           |           |          |          |                        |          |          |          |        |        |                  |                  |                  |                  |                  |                  |  |  |                     |                     |                     |                     |                     |                     |  |  |  |  |  |  |  |  |  |  |  |  |  |  |  |  |
|        |        |        |        |                     |                     |                     |                     |                     |                     |           |           |           |           |                   |                   |                               |                   |                   |                   |              |              |                 |                 |                 |                 |                 |                 |           |           |           |           |           |           |          |          |                        |          |          |          |        |        |                  |                  |                  |                  |                  |                  |  |  |                     |                     |                     |                     |                     |                     |  |  |  |  |  |  |  |  |  |  |  |  |  |  |  |  |
|        |        |        |        |                     |                     |                     |                     |                     |                     |           |           |           |           |                   |                   |                               |                   |                   |                   |              |              |                 |                 |                 |                 |                 |                 |           |           |           |           |           |           |          |          | Elpis                  |          |          |          |        |        |                  |                  |                  |                  |                  |                  |  |  |                     |                     |                     |                     |                     |                     |  |  |  |  |  |  |  |  |  |  |  |  |  |  |  |  |
|        |        |        |        |                     |                     |                     |                     |                     |                     |           |           |           |           |                   |                   |                               |                   |                   |                   |              |              |                 |                 |                 |                 |                 |                 |           |           |           |           |           |           |          |          |                        |          |          |          |        |        |                  |                  |                  |                  |                  |                  |  |  |                     |                     |                     |                     |                     |                     |  |  |  |  |  |  |  |  |  |  |  |  |  |  |  |  |
|        |        |        |        |                     |                     |                     |                     |                     |                     |           |           |           |           |                   |                   |                               |                   |                   |                   | Salomé       |              |                 |                 |                 |                 |                 |                 |           |           |           |           |           |           |          |          |                        |          |          |          |        |        |                  |                  |                  |                  |                  |                  |  |  |                     |                     |                     |                     |                     |                     |  |  |  |  |  |  |  |  |  |  |  |  |  |  |  |  |